# 大白鲨2
《大白鲨2》（英語：Jaws 2）是一部于1978年上映的美国惊悚恐怖片，由吉诺特·兹瓦克执导，罗伊·施奈德领衔出演警察局长马丁·布罗迪，他必须设法除去另一条威胁海岸安全的大白鲨。本片是改編自彼得·本奇利同名小说的1975年史蒂文·斯皮尔伯格执导电影《大白鲨》的第一部续集。
与前作一样，《大白鲨2》的制作路途充满曲折。原定导演约翰·D·汉考克被证明无法胜任执导动作片的工作，于是被兹瓦克取代。前作男主演施奈德也是因与环球影业之间的合同约束才勉强同意出演，并且在影片制作期间还与导演有过好几次争执:103。
《大白鲨2》在《综艺》杂志上列出的电影票房总榜上名列前10位并一直保持至20世纪90年代中期，当时也打破了所有续集电影的票房纪录，不过这一纪录也很快在一年后被《洛奇2》打破。电影的宣传标语“就当你觉得应该安全了而回到水中的时候......”也成为电影史上最著名的宣传标语之一，并且之后也多次被恶搞模仿，影片也被广泛认为是《大白鲨》最优秀的一部续集。
《大白鲨》系列其后分別于1983年及1987年上映第三集及第四集。

## 剧情
《大白鲨》中的事件发生4年后，两名潜水员正在前集渔船“虎鲸号”的残骸处拍照片时突然受到一条巨大的大白鲨袭击，过程中一位潜水员的照相机拍下了一张鲨鱼的照片。
几天后，这条大白鲨进入阿米提岛海岸水域，杀死了一位女滑水员。驾驭快艇的女子为了自卫，先是将一个汽油罐扔向鲨鱼（还弄洒了一些汽油在自己身上），然后用一只信号枪点燃了汽油。熊熊燃烧的汽油罐导致快艇爆炸，女子也因此遇难，鲨鱼头部右侧被烧伤但仍然存活。
一头死亡的虎鲸在附近一个灯塔处搁浅，全身到处都是很大的伤口。警察局长马丁·布罗迪（罗伊·施奈德）认为这样的伤口是大白鲨造成的，然而就像4年前的事件开始一样，市长拉瑞·沃恩（莫瑞·汉密尔顿饰）不相信自己管理的小镇又招来了一条鲨鱼，并警告警长不得向媒体告知这样的猜测。之后，布罗迪又在海滩边发现了一条严重毁坏的快艇，并且在对其进行检查时还发现了一个女子烧焦的遗骸。
布罗迪制止了他17岁的儿子麦克（马克·格鲁纳饰）下海航行，帮他在海滩上找了份暑期工。次日，警惕的布罗迪在一个观察塔上看到水中有一大片阴影，匆忙中他赶不及确认马上命令所有人撤离海滩并朝水中开了枪，导致人群出现恐慌，但却意外发现原来那根本不是鲨鱼，而是一群扁鲹。夜里，他收到了之前被鲨鱼袭击的一位潜水员拍下的照片，画面上可以看到鲨鱼的眼睛。他马上赶去告知市长等人，但他们仍然认为这个证据还不够可靠。在当地新建了一家游乐场来吸引游客的彼得森（约瑟夫·玛斯科洛饰）和镇议会因为之前海滩上的意外解雇了布罗迪，仅有市长沃恩投下了反对票，副警长亨德瑞克斯（杰弗瑞·克莱默饰）成为新的警长。
次日早上，麦克溜出家门去与朋友一起航行，并且为了防止小弟肖恩（马克·吉尔平饰）向父母告状还带上了他。之后他们遇上了一群由汤姆·安德鲁斯（巴瑞·科伊饰）领队的司机。汤姆下水去抓龙虾仅几分钟时就遇上了鲨鱼，不过他成功逃脱，只是因为从水中上岸太急而患上栓塞。晚些时候鲨鱼冲上了蒂娜（安·杜森贝瑞饰）和艾迪（加里·杜伯林饰）的帆船，将艾迪生吞活剥，把吓坏了的蒂娜留在原地。
布罗迪和妻子艾伦（洛兰·加里）发现安德鲁斯被送上了救护车，布罗迪怀疑一定是有什么把安德鲁斯吓坏了，以致他如此急切地上岸。亨德瑞克斯告诉布罗迪，麦克已经和他的朋友出海航行朝灯塔进发，于是布罗迪坚持驾驭警方巡逻船去救自己的儿子，艾伦和亨德瑞克斯也和他一起上路。他们找到了蒂娜的船，躲在里面的蒂娜证实了布罗迪对这片海域存在鲨鱼的怀疑。亨德瑞克斯和艾伦带着蒂娜一起上岸，而布罗迪则继续开着水警轮寻找孩子们。
正在海上航行的孩子们玩得正开心，万没想到凶猛的大白鲨会突然出现。鲨鱼冲进了其中的一艘帆船，引起一片恐慌，船也撞到了一起。麦克被撞到头晕了过去，不过在鲨鱼出现时他已经被人拉出了水面，两个朋友带着他爬到岸上求助。其他的少年仍然身处纠结在一起的船只残骸向公海漂流。一架在海港巡逻的海洋直升机赶到，并放下线缆打算将受损船只拖到岸边，可是就在飞行员准备拉动前，鲨鱼攻击了直升机，导致其沉入水中。肖恩也跌下水面不过很快为玛姬（玛莎·斯瓦特克）所救。可当玛姬试图回到船上时却因船沿湿滑而掉入水中，鲨鱼马上冲上前来吞噬了她。另一边，蒂娜被送往医院，艾伦则斥责了彼得森解雇布罗迪，否认鲨鱼存在的可耻行为。
布罗迪找到了麦克，孩子告知父亲情况危急。弟弟肖恩和他的朋友们还身处船的残骸上朝一个小岛漂去，而小岛的后面就是公海。布罗迪很快找到了孩子们，但鲨鱼又一次发动了进攻，布罗迪的船也因此搁浅在岩石上。他试着用绳子把船绑好，但碰到了一条海底电缆。鲨鱼又一次发起进攻，大部分少年都掉到水中，其中一位叫露西的女孩也为鲨鱼所伤，而且肖恩和杰基仍然孤立无援地留在一艘船上。布罗迪坐上了一艘充气筏，然后用船浆规律性地敲打海底电缆并成功吸引到了鲨鱼的注意力，鲨鱼冲上前来张开血盆大口咬住了海底电缆，被电击死后沉入了海底。布罗迪把肖恩和杰基救上了小岛，然后与其它少年一起等待救援的到来。

## 演员
| - 罗伊·施奈德饰马丁·布罗迪 - 洛兰·加里饰艾伦·布罗迪 - 莫瑞·汉密尔顿饰市长拉瑞·沃恩 - 约瑟夫·玛斯科洛饰彼得森 - 杰弗瑞·克莱默饰杰夫·亨德瑞克斯 - 科林·威克斯·帕斯顿饰艾尔金斯博士 - 安·杜森贝瑞饰蒂娜·威尔科克斯 - 马克·格鲁纳（Mark Gruner）饰麦克·布罗迪 - 巴瑞·科伊饰安德鲁斯 - 苏珊·法兰奇饰老妇人 - 加里·斯普林格（Gary Springer）饰安迪 - 唐娜·威尔克斯饰杰基 - 加里·杜伯林饰艾迪 | - 约翰·杜卡基斯饰波洛 - G·托马斯·唐洛普（G. Thomas Dunlop）饰蒂米 - 大卫·艾略特（David Elliott）饰拉瑞 - 马克·吉尔平饰肖恩·布罗迪 - 基斯·戈登饰道格 - 辛茜娅·格罗弗（Cynthia Grover）饰露西 - 本·马利（Ben Marley）饰帕特里克 - 玛莎·斯瓦特克（Martha Swatek）饰玛姬 - 杰瑞·M·巴克斯特（Jerry M. Baxter）饰直升机飞行员 - 比利·范赞特饰鲍勃 - 基奇·沃根（Gigi Vorgan）饰布罗克 - 克里斯蒂恩·弗里曼饰滑水员 |

## 制作
早在《大白鲨》大获成功时，电影公司就决定要拍摄一部续集。《教父II》和其它续集的成功意味着制片人也将面临拍出一部更好鲨鱼电影的压力。他们意识到，即使自己不拍也会有别人来拍，而他们希望可以自己亲自来完成这个项目:74。
1975年10月，史蒂文·斯皮尔伯格在出席旧金山国际电影节时表示，“为任何电影拍摄续集都只是个廉价把戏”，并且当制片人们邀请他执导《大白鲨2》时甚至不屑予以回应。他告诉观众，已经计划好的剧情大致涉及到布罗迪和昆特的儿子追捕一条新的鲨鱼。布朗认为斯皮尔伯格不愿执导续集是因为他觉得自己已经拍出了一部无法超越的鲨鱼电影。斯皮尔伯格之后还表示，自己的决定与《大白鲨》制作过程中的重重困难有关。“要不是我在海上拍第一部时的经历实在太过糟糕，我还是会拍续集的。”
虽然斯皮尔伯格拒绝参与，但公司还是决定制作续集，结果单前期准备工作就花了一年半。曾参与前集剧本创作，但选择不在主创人员名单上列出自己名字的霍华德·塞克勒负责撰写初稿。起初他提议了一个前传，故事是以美国海军波特兰级重巡洋舰印第安纳波利斯号的沉没为背景，与《大白鲨》中的昆特一角联系起来。虽然环球影业公司总裁希德尼·西恩伯格觉得这个点子很耐人寻味，但他还是拒绝了这个方案:24-25。在塞克勒的推荐下，导演约翰·D·汉考克被选中为影片掌柁:27，不过之后汉考克的妻子多萝茜·特里斯坦获聘改写塞克勒的剧本，对此他深感受到了背叛。
汉考克于1977年6月开始了电影的拍摄工作。然而经过近一个月后，环球与MCA的高层不喜欢影片阴暗而含蓄的基调，希望可以有一个更轻快、以动作为导向的故事，并且汉考克也与西恩伯格发生了不愉快。西恩伯格向汉考克夫妻建议自己妻子洛兰·加里在片中扮演的角色“划船出海去救孩子们”，对此理查德·D·扎努克回应道：“除非我死了。”电影剧本的下一稿中加里没有出海，汉考克表示，这和之后他开除了一位原来是环球公司高层人士女友的女演员一起导致了他被解雇。
汉考克开始感觉到执导自己首部史诗级惊险片的压力，他之前的拍片经历也有所不足:66。制片人对他的表现感到不满意，于是在1977年6月的一个星期六的晚上，汉考克与制片人和环球公司高层人员经过一次会面后被解雇。他和妻子于是动身前往罗马，电影的摄制工作也暂停了几个星期。两人之前已经为这部电影工作了一年半:70。汉考克也在接受报纸采访时对电影拍摄使用的机械鲨鱼表示了不满，认为这也是自己被解雇的一个重要原因，他表示这条鲨鱼过了一年半还是不能游泳或是张嘴去咬，“你拍上几个镜头（鲨鱼）就断了。”:78曾参与《大白鲨》编剧工作的卡尔·哥特列布被请来进一步修改剧本，在其中增加一些幽默并删减一些暴力内容:36-37。哥特列布将电影的地点设在佛罗里达州华尔顿堡滩。如果制片人一开始就选择聘请哥特列布，那么所需的花费比之后这样请他来改写还会少得多:36-37。
这个时候，斯皮尔伯格考虑接受续集的导演一职。他敲定了之前基于昆特一角的“印第安纳波利斯号”版本剧本。可是他需要先拍完《第三类接触》，因此还要再过一年才能开拍，制片人对此无法接受:73。艺术指导乔·阿尔夫斯和曾因《大白鲨》获第48届奥斯卡金像奖剪辑奖并升任环球影业副总裁的维娜·菲尔德斯提议两人一起来执导:74，这个要求被美国导演协会拒绝。这部分是因为他们不允许一位协会成员被非协会成员顶替，并且他们也不允许其他任何剧组成员在电影制作过程中接替导演一职，最终这个职位落到了吉诺特·兹瓦克的头上，他曾因执导1975年的恐怖片《虫》而获得好评:75-76。兹瓦克重新开始拍摄繁复的滑水戏段，这给了哥特列布不少时间来对剧本进行改写，他在其中增加了副警长亨德瑞克斯一角，该角色由杰弗瑞·克莱默饰演，另外还取消了多个少年角色，剩下的也大多做了更改。
为了电影的拍摄剧组一共制作了三条假鲨鱼。第一条是“样板鲨”，也称“奢华鲨”。机械特效总监鲍勃·马特（Bob Mattey）和罗伊·阿伯加斯特（Roy Arbogast）使用了与《大白鲨》中同样的模型。原本那条叫“布鲁斯”的假鲨由于存放环境不佳已经严重腐烂，唯一挽救下来的只有铬钼管框架。马特的设计比起前作要复杂和有雄心得多。《大白鲨2》中的鲨鱼根据描述是雌性，但还是使用了雄性的“布鲁斯”骨架。雕刻家克里斯·穆勒（Chris Mueller）制作了一个全新的鲨鱼头，并使用了全新的口腔机械结构，在前作制作“布鲁斯”时，技术人员还无法将鲨鱼面部的下颌将夹住的面颊掩盖起来，不过这个问题已经通过新技术得到圆满的解决。制作出的新鲨鱼名为“布鲁斯二号”，在片场则叫“菲德尔”或是“哈罗德”，这两个名字都是大卫·布朗在比佛利山的律师:77。制作的其它假鲨是一个鳍片和一条完整的鲨鱼，两者都可以用船拉动。片尾高潮戏段的那个小岛实际上是一条浮动驳船，这样制作的目的是为了让特效平台位置可以尽可能地接近“小岛”。与前作一样，真实的鲨鱼镜头是由澳大利亚鲨鱼专家罗恩和瓦莱丽·泰勒夫妇拍摄的，这些镜头被用在片中来提高可信度。
《大白鲨》全片一直演到三分之二的地方才首次出现鲨鱼，这种保留观众想象空间的做法受到了赞扬，但兹瓦克认为鲨鱼在续集中应该尽可能多地出现，因为第一印象永远都不可能重复。兹瓦克相信，由于观众早已从前作的最后三分之一里清楚地知道这鲨鱼长什么模样，所以悬念感的减少是不可避免的。剧本的审稿人也认为，他们不可能重现出前作的效果来。导演还通过在电影开头利用一场爆炸来给这条新的“鲨鱼”留下疤痕，让它看上去更加来势汹汹。
在水中进行的拍摄与前作一样非常麻烦。施奈德表示他们“一直在与潮汐、海浪和大风......海蜇、鲨鱼、海龙卷风和飓风警报做斗争”:77。花了几个小时锚固帆船后，风又会在他们准备要拍摄时转向，把船帆吹到错误的方向。海水的腐蚀性也使一些设备受损，包括假鲨鱼的金属部分:77。
美国总统杰拉尔德·福特的女儿苏珊·福特获聘为电影拍摄宣传照:76，雷·洛伊德将电影制作过程中的事项记录在《大白鲨2日志》中，之后也得以出版。

### 选址
片中小镇的镜头与前作一样是在马萨诸塞州的马萨葡萄园岛拍摄的。虽然有些居民不希望自己的隐私受到侵犯，但大部分岛上居民对摄制组可以为其带来的经济收入非常欢迎:60-62。摄制组到达岛上不久，当地一份报纸写道：
拍《大白鲨》的人们又回来了，他们更有组织、更有效率，而且也更有钱。首部《大白鲨》拍摄的日子是快乐而幸运的，大卡车在岛上一天又一天地四处奔走，数英里长清晰可见的电缆蜿蜒在这里和那里的道路和草秤上。因为嗓音和区域法则而发生激烈争执的日子已经一去不复返了，最后仍然留在这里的是钱——大约两百万美元的钱。:62
许多居民很乐意获选为群众演员，不过有些人则对电影摄制组的出现很不高兴并且拒绝配合。只有一家药店同意将其窗户像汉考克希望的那样钉死，印有“环球滚回老家去”的T恤衫也于6月中旬开始在大街上出现:64。

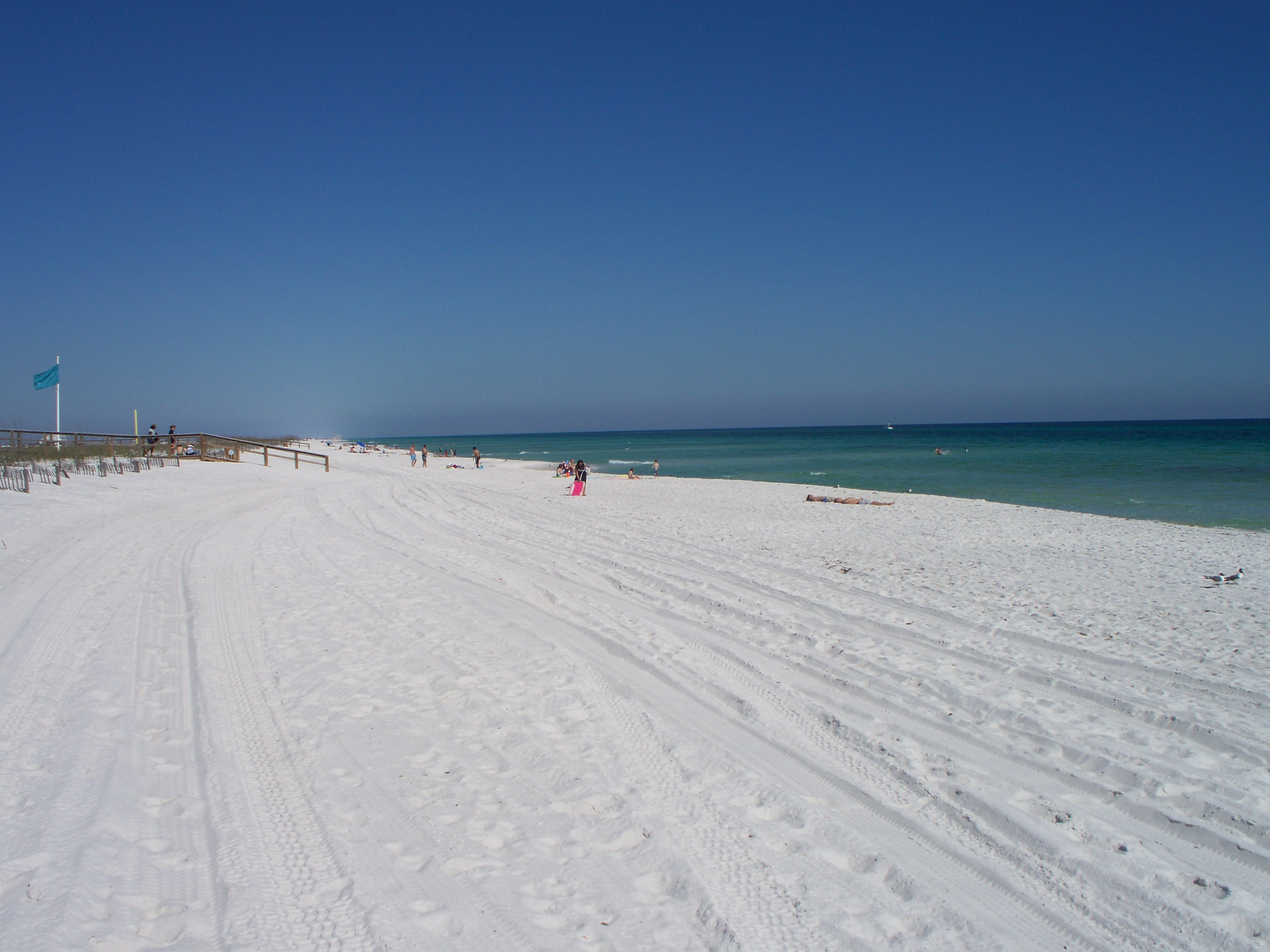
大部分拍摄工作是在佛罗里达州的纳瓦拉海滩进行的

电影的大部分拍摄工作是在佛罗里达州的纳瓦拉海滩进行的，因为这里气温较为温暖，而且水温也适合假鲨鱼的拍摄。在这里的拍摄从1977年8月1日一直持续到12月22日。电影的拍摄推动了地方经济的发展，雇用了许多船主、群众演员和替身。“环球公司带来的演员、导演、制片人和他们的太太，摄影师和剧组成员都需要住宿、食物以及电影拍摄所需要的服装。还需要洗衣、干洗和娱乐方面的服务。”纳瓦拉的假日酒店“Holidome”被用做电影拍摄总部，其整个一楼转换为制作办公室，一些海湾前的套房也经改建由大卫·布朗和罗伊·施奈德入住。环球公司一共花了100万美元租下了100家酒店的200套房间，还在当地商店购买了船只及其维修零部件。一位业主说他卖给了“环球公司大约价值40万美元的船只和设备”。
片尾高潮戏段的小岛建在一条驳船上，以便大型的机器设备可以接近，甚至从下方穿过，有一次驳船还从锚固上松脱朝古巴方向飘去。在一个镜头的拍摄过程中少年演员周围游来了多条真正的双髻鲨，可由于角色当时的戏码本来就是遇险，所以从远处拍摄的剧组并没有意味到演员是真的在向他们求救。
片中少年出外玩弹珠台的内部镜头是在一个名叫奥卡罗萨（Okaloosa）的小岛上拍摄的，取景的这家餐厅之后由于飓风而受损，于是转移到了德斯坦。全片的主要拍摄工作于1977年圣诞节前三天在德斯坦附近的一个海湾结束:78。由于已经是冬天，因此演员只能在嘴里含住冰块来防止自己呼出的白气被镜头拍到。电影拍摄的最后一个镜头则是鲨鱼被海底电缆电死。次年1月中旬，剧组和部分少年演员在好莱坞重聚，并开始了为时5个星期的后期拍摄和制作工作:78。
《大白鲨2》的制作成本约为3000万美元，超过前作的3倍。大卫·布朗表示他们并没有为影片提出预算，“因为在那个年代，环球绝对不可能会给3000万美元预算开绿灯”。环球公司的菲利普·金利（Philip Kingry）表示，“拍那部电影平均每天大约花掉了8万美元”。当金利问起制片人电影的预算到底是多少时，布朗回答：“我们没有浪费，但我们是在花《大白鲨》的利润，而且应该花多少就会花多少。”

### 演员
罗伊·施奈德回归出演他在《大白鲨》中的马丁·布罗迪一角，他由于“创作理念的差异”而在《猎鹿人》开拍两周前选择退出:73。环球公司利用施奈德未履行合同义务这点来强迫他出演《大白鲨2》，施奈德很不愿意出演，声称电影将了无新意，而且人们走进电影院也只是为了看看鲨鱼而不是看他，但他最终还是不得不接受环球公司的安排:73。据他的传记作者所说，施奈德是如此不顾一切地想要避免出演这个角色，甚至“在比佛利山酒店中装疯卖傻”:73。他在拍摄两部《大白鲨》系列电影之间的时间里拍摄了《霹雳钻》和《千惊万险》，并且还尽量把时间延长来避免在《大白鲨2》的片场呆太久:74。不过，施奈德因出演《大白鲨2》而获得了可观的收入，不但片酬底薪是前作的四倍，而且还通过谈判获得了电影上映后所得净利润的1%作为奖励:74。《明星报》报道施奈德在计划的12星期工作中周薪为50万美元，之后拍摄超期时每周又再增加了35000美元:74。
虽然接受得不情不愿，施奈德还是发誓要尽可能把工作做到最好，把布罗迪塑造得真实可信:75。但是，片场的工作气氛却因他与导演间的争执而变得紧张。施奈德有一次当着群众演员的面抱怨兹瓦克由于技术上的问题浪费时间，而群众演员也忽视了主要演员。为此大卫·布朗和维娜·菲尔德斯召开了一次会议，让男主角和导演可以解决他们之间的争议。结果两人最后大打出手，布朗和菲尔德斯不得不将他们分开:76。两人的裂痕也阐明在书面信函上。在一封给兹瓦克的信中，施奈德写道，“与吉诺特·兹瓦克一起工作就是知道他永远都不会道歉，甚至不会承认自己的确是忽视了某些问题。好吧，我真他妈受够了！”他要求导演因为没有向他咨询而道歉:103。兹瓦克的回复则集中在“尽可能好”地完成电影上。
时间和压力是我必须优先处理的现实问题。
我有向你咨询过，而且你的建议只要不会与电影的整体概念存在冲突，就会出现在拍摄的镜头中。
如果你觉得受到了冒犯，我感到遗憾，因为其中并没有冒犯的意思。在这样一个时刻，我们的感受都不是最关键的，真正重要的是这部电影。
你真诚的，吉诺特:104
许多群众演员都是从拍摄当地的一所高中招来的，这些学生每小时可以赚到3美元，远远高于当时的最低薪资，并且还为可以缺课而兴奋不已。负责选择演员的沙利·罗德斯（Shari Rhodes）要求当地一个乐队出演片中的高中乐队，这个乐队“包含近百名成员”。环球公司还付了3500美元给学校和乐队感谢他们对电影的贡献。还有多位高中生获聘作为电影中少年演员的替身拍摄水上镜头。

### 音乐
| 評論得分              | 評論得分 |
| 來源                  | 評分     |
| --------------------- | -------- |
| AllMusic              | 4/5颗星  |
| Filmtracks            | 4/5颗星  |
| Music from the Movies | [ 8 ]    |

约翰·威廉斯因《大白鲨》获得第48届奥斯卡金像奖原创配乐奖后回归为《大白鲨2》继续谱曲。他表示大家都猜测“（《大白鲨》中的）音乐也将回归并成为一个角色......它当然需要有新的音乐，但是同样也应该用上《大白鲨》中的标志性曲段”，他将此比作像《独行侠》之类好莱坞系列电影中重复音乐主题的“伟大传统”。除了前作中熟悉的主题外，导演兹瓦克表示威廉斯也创作了一个“新的旋律来配合鲨鱼，并且当孩子们航行或出海时一直回响。这真是创意十足”。
兹瓦克表示续集的音乐应该“更复杂因为这是部更复杂的电影”。威廉斯表示本片的配乐曲段更广阔，让他可以使用更多的管弦乐和更长的音符，并“填补”导演创作的“空间”。与《大白鲨》相比，威廉斯在本片中使用的乐团规模更大，更适合他的发挥。电影拍摄的推迟意味着威廉斯必须在主体拍摄工作完成前开始作曲。兹瓦克与作曲家一起对电影进行了探讨，展示了故事台板和剪辑过的片段，他称赞威廉斯在如此困难的情况下仍然出色地完成了工作。评论家麦克·比克认为，时间上的制约让威廉斯要“根据意见和建议来创作主题，而不是闭门造车”。
评论家赞扬了威廉斯谱写的音乐，认为与前作相比也毫不逊色。威廉斯“使用原作中的少量基本元素——例如强制性的鲨鱼动机——来将音乐带向一些新颖而有趣的方向。”这些音乐比原作“更令人感到不安”，威廉斯创作了“新颖而令人难以忘怀的海上历险音乐。因为《大白鲨2》不是一部要求精妙的电影......威廉斯拿出了浑身解数，尽其所能地让它变得刺激和兴奋。”
根据电影原声带包装上的说明，威廉斯“对戏剧性的把握，再加上他精湛的音乐品味和对乐团的了解，绝对可以让这部电影的音乐成为他最好的一部作品”，是由“所有地方所能找到最优秀的器乐演奏家组成一个小型交响乐团进行的出色演出”。麦克·比克对电影给出了正面评价，表示“其音乐无疑将电影提升到了一个用其它途径绝对无法达到的高度”。

#### 原声带曲目列表
| A面  | A面                             | A面  |
| 曲序 | 曲目                            | 时长 |
| ---- | ------------------------------- | ---- |
| 1.   | Finding the 'Orca' (Main Title) | 3:15 |
| 2.   | The Menu                        | 1:49 |
| 3.   | Ballet for Divers               | 2:56 |
| 4.   | The Water Kite Sequence         | 2:52 |
| 5.   | Brody Misunderstood             | 2:49 |
| 6.   | The Catamaran Race              | 2:08 |
| 7.   | Toward Cable Junction           | 3:45 |
| 8.   | Attack on the Helicopter        | 1:58 |

| B面  | B面                           | B面  |
| 曲序 | 曲目                          | 时长 |
| ---- | ----------------------------- | ---- |
| 1.   | The Open Sea                  | 2:03 |
| 2.   | Fire Aboard and Eddie's Death | 3:25 |
| 3.   | Sean's Rescue                 | 2:55 |
| 4.   | Attack on the Water Skier     | 2:40 |
| 5.   | The Big Jolt!                 | 4:39 |
| 6.   | End Title, End Cast           | 3:21 |

## 反响
《大白鲨》的拍摄和上映一共花费了环球公司3000万美元，是当时该公司最为昂贵的作品:74。影片于1978年6月16日上映，首周放映电影院共640家，入账986万6023美元，登上了排行榜首位，最终在美国发行的票房收入为8176万6007美元，海外收入更高，达到1亿零611万8000美元，总计1亿8788万4007美元。虽然与前作《大白鲨》国内2.6亿，全世界4.7亿的成绩相比还有较大差距，但当时仍然创下了国内续集电影票房的新纪录，直到一年后才被《洛奇2》打破。《大白鲨2》可以在1978年美国电影票房榜上排到第7位，并在之后的重新发行中成功破亿，最终达到1亿零292万2376美元。按世界电影票房计，《大白鲨2》可以在1978年电影中排到季军的位置，加上重新发行总计为2亿零890万零376美元，在《综艺》杂志的十大卖座电影名单上一直呆到了20世纪90年代中期:80。
与前作相比，《大白鲨2》的相应周边商品和赞助商要多得多：包括多家公司发行的交换卡片套装，可口可乐公司发行的纸杯，还有沙滩毛巾、纪念品、仿鲨鱼牙齿做成的项链，书籍、布罗迪卡车的模型套件等:79。汉克·西尔斯将塞克勒和特里斯坦所创作的早期剧本改编成的小说也得以出版，同样出版的还有雷·洛伊德对电影制作过程的记录《大白鲨2日志》:79。漫威漫画在其第六期特别版杂志上出版了根据电影改编的漫画小说，该小说由作家瑞克·马查尔、艺术家吉恩·科兰和汤姆·帕尔默共同创作的。
影片在专业评价上表现一般，根据烂蕃茄上收集的19篇专业评论文章，有10篇给出了“新鲜”的正面评价，“新鲜度”为53%，平均得分5.3（满分10分）。虽然评价很一般，但本片却被认为是《大白鲨》系列电影中最优秀的一部续集:555。约翰·肯尼斯·穆尔（John Kenneth Muir）对此表示，对于《大白鲨2》的评价取决于其比较的对象。如果是用来和斯皮尔伯格的原作相比，“它就是一部经典的一个劣质续作”，但要是拿来和之后的续集《大白鲨第三集》和《大白鲨大报复》对比，那么又可以显示出兹瓦克的这部电影是“一部像样的续集，也是这一系列变得混乱不堪前的一部佳作。”:555在他看来，《大白鲨2》不像之后两部那么浅薄，是一部沉心静气的作品，让观众在两个小时里得到了娱乐和刺激:556。
马特·布莱顿（Matt Brighton）认为“在这部（电影）以后，其它的《大白鲨》电影看起来就不怎么样了。”另一篇评论认为影片“明显不能与斯皮尔伯格的经典相比，但仍然是一部符合人们期望的佳作，有一些段落几乎像原作一样精彩，也有几个货真价实的冲击，一个足够有新意的故事和一些表现还不错的演员。”施奈德、加里和汉密尔顿的表演都特别获得了称赞:79。《德克萨斯月刊》的乔治·莫里斯（George Morris）表示喜欢续集更胜原作，因为其“操纵手法不那么阴险”，还“因为导演吉诺特·兹瓦克简化了这种恐怖......通过在少年、施奈德和官员营救他们的努力间进行切换，兹瓦克创造了足够的悬念来保持观众肾上腺素的分泌。”不过莫里斯对电影也有不满意的地方，他认为鲨鱼应该出现得更少一些，认为“制片人和观众似乎都忘了，最大的悬念来自未见与未知，想象可以比一个单纯的机械怪物产生更强烈的效果”。约翰·赛门（John Simon）也有类似的感受，觉得“鲨鱼的恐怖因为导演的关系有所减弱，吉诺特·兹瓦克没有史蒂文·斯皮尔伯格那种聪明的操纵能力，比如说，他几乎立即就让我们近距离地看到了鲨鱼的特写镜头”。赛门称赞了施奈德和汉密尔顿的表演，但对加里的表现感觉一般。BBC的一篇文章认为，鲨鱼的出场镜头增加反倒令影片失去了神秘的恐怖感。《广播时报》对《大白鲨2》不满意，称其是“对经典原作的苍白模仿”，并表示“悬念感全都分崩离析，因为电影漂浮的这片水域实在太熟悉了，你完全可以猜到下一岁会发生什么，从明星到导演，甚至那条机械鲨鱼”。
虽然许多评论家都找到了一些不足，经常将兹瓦克作为斯皮尔伯格的负面对比，但还是认为“这部续集还是有一些可取之处，让它以自己的方式成为一部好的电影”。由于片中少年演员占有很大比重，一些评论家将电影与当时正逐渐兴起的肢解电影进行比较。电影中的“少年与肢解电影可以互换”来进行对比，“特别是《13号星期五》”。穆尔表示“感觉一部《大白鲨》电影却落入这么一个肤浅的境地实在不应该”:555。不过，他赞扬了少年角色之间的友情和英雄气概，如片中的一个女孩为了救肖恩而被鲨鱼吃掉:556。
电影的宣传标语“就当你觉得应该安全了而回到水中的时候......”成为了电影史上最有名的宣传标语之一:79。开发了前作预告片的安德鲁·J·库恩（Andrew J. Kuehn）因制作了这句标语而获得了赞誉。这句话也被之后的电影恶搞模仿，如1996年的《海豚的故事》所使用的宣传标语就是：“这个夏天终于可以安全地回到水中了。”。

## 家用媒体
1980年，《大白鲨2》进行了影院重新发行，环球家庭娱乐公司（当时叫“MCA家用视频”）也在之后发行了VHS录像带和镭射影碟。1990年代，该公司又重新发行了这两种格式。2001年5月22日影片发行了DVD。许多评论家都对其中包含的特别花絮等额外内容感到满意。其中一个名为“DVD权威”（DVD Authority）的网站就宣称，其中的内容已经“超过了大部分所谓的限定版”。除正片外DVD中包括一部45分钟的纪录片，这部纪录片由负责纪录多部环球影业公司出品电影的劳伦特·勃兹鲁（Laurent Bouzereau）制作。男演员基斯·戈登在一部短片中对电影进行了回忆，导演兹瓦克解释了电影起初法语片名《Les Dents de la mer 2》的发音问题，因为最后的“mer 2”的法语发音听起来很像“merde”，相当于英语中所说的“shit”。最后电影的法语标题改成了《Les Dents de la Part 2》。
光盘中还包括了多个删除场景，这些场景表明了布罗迪和他妻子老板之间的敌意，解雇布罗迪那场投票的兴师动众，市长是唯一一个投反对票的人。这些场景之所以被删都是因为其延缓了电影的步伐。另外被删除的镜头还包括鲨鱼攻击落下水中的直升机飞行员，这一组镜头被删则是为了让电影可以评为PG级而对分级委员会作出的一个让步。
虽然使用的是杜比数字2.0声道音频，但《电影怪胎中心》的一份评价认为“威廉斯的音乐听起来经常有立体声的欺骗性”。不过英国广播公司则认为“低音真的需要增强，5.1声道就可以达到要求”。
2016年，环球家庭娱乐公司推出了《大白鲨2》的藍光光碟，當中包含2001年版DVD所收錄的大多數特別收錄，除了一些文字內容和劇照。